# Algoritme van Odlyzko-Schönhage
In de getaltheorie, een deelgebied van de wiskunde, is het algoritme van Odlyzko-Schönhage een snel algoritme voor het evalueren van de Riemann-zèta-functie op veel punten. Het algoritme werd in 1988 geïntroduceerd door Andrew Odlyzko en Arnold Schönhage. Het belangrijkste aspect is het gebruik van snelle fourier-transformaties om de evaluatie van eindige Dirichletreeksen van lengte {\displaystyle N} op een aantal van {\displaystyle O(N)} gelijkelijk verdeelde waarden te versnellen van {\displaystyle O(N^{2})} tot {\displaystyle O(N^{1+\varepsilon })} stappen (overigens wel ten koste van het opslaan van {\displaystyle O(N^{1+\varepsilon })} tussenresultaten).
De Riemann-Siegel-formule, die wordt gebruikt voor de berekening van de Riemann-zèta-functie met imaginair deel T maakt gebruik van een eindige Dirichletreeks met ongeveer {\displaystyle N=T^{1/2}} termen, dus bij het vinden van ongeveer {\displaystyle N} waarden van de Riemann-zèta-functie wordt de berekening met een factor van ongeveer {\displaystyle N=T^{1/2}} versneld. Dit vermindert de tijd om de nulpunten van de zèta-functie met imaginaire deel op ten hoogste {\displaystyle T} te berekenen van ongeveer {\displaystyle T^{3/2+\varepsilon }} stappen naar ongeveer {\displaystyle N=T^{1+\varepsilon }} stappen.
Het algoritme kan niet alleen worden gebruikt voor de Riemann-zèta-functie, maar ook voor vele andere functies die worden gegeven door de Dirichlet-reeksen.
Het algoritme werd gebruikt door Gourdon (2004) om te Riemann-hypothese voor de eerste 1013 nulpunten van de Riemann-zèta-functie te verifiëren.